# Хаёев, Изатулло Хаёевич
Изатулло Хаёевич Хаёев (тадж. Иззатулло Ҳаёевич Ҳаёев; 22 июня 1936, к. Ходжаи-Исхок, Кулябский район, Таджикская ССР, СССР — 25 апреля 2015, Душанбе, Таджикистан) — советский и таджикский государственный и партийный деятель. Председатель Совета министров Таджикской ССР (1986—1990). Премьер-министр Таджикистана (1991—1992).

## Биография
Родился в 1936 году в кишлаке Ходжаи-Исхок.

### Образование
В 1954 году окончил Душанбинский финансово-кредитный техникум.
В 1961 году окончил экономический факультет Таджикского государственного университета имени В. И. Ленина.
В 1970 году окончил Высшую партийную школу при ЦК КПСС.

### Политическая деятельность
В 1970 году первый секретарь Калай-Хумбского райкома партии.
В 1973 году возглавил облисполком Горно-Бадахшанской автономной области в Таджикской ССР. Через пять лет он возглавил министерство мясной и молочной промышленности республики.
В 1983 году он был избран первым секретарём Кулябского обкома КП Таджикской ССР. В начале января 1986 года он возглавил правительство Таджикской ССР.
Был первым и единственным вице-президентом Таджикиской ССР с 30 ноября 1990 года по 31 августа 1991 года. Когда в июне 1991 года в Таджикистане был восстановлен пост главы правительства, стал первым премьер-министром Таджикистана, между 25 июня 1991 и 9 января 1992 года.
С 1994 до 1996 года возглавлял аппарат президента страны. В отставку со своих государственных постов вышел под давлением политических сил, которые боролись за власть в годы гражданской войны в Таджикистане.
Умер 25 апреля 2015 года. На следующий день похоронен на кладбище Лучоб в Душанбе.
Кандидат в члены ЦК КПСС (1986—1990), член ЦК КПСС (1990—1991), депутат Верховного Совета СССР 11-го созыва, народный депутат СССР от Восейского национально-территориального избирательного округа № 359 Таджикской ССР (1989—1992), народный депутат Таджикской ССР (1990—1991).

## Семья
Дети: Исматулло, Нусратулло, Хикматулло, Хасан, Хусейн.

## Награды
- 2 ордена Трудового Красного Знамени (10.12.1973; 20.06.1986)
- медали